# Din of Celestial Birds
Din of Celestial Birds (en Español: El estruendo de los pájaros celestiales) es un cortometraje estadounidense experimental y de fantasía de 2006 escrito y dirigido por E. Elias Merhige. Es una secuela de la cinta de culto clásica Begotten, del mismo realizador. El corto, de 14 minutos de duración, plantea las escenas con una fotografía y enfoque similares a las de la primera parte. La cinta cuenta de nuevo con la participación del actor Stephen Charles Barry, quien ya había aparecido en la primera parte.
Años después del estreno de Begotten, Merhige expresó su deseo de que el film fuera el primero de una trilogía; el director tenía problemas con su financiamiento durante la época de esta declaración, y le era desconocido si seguirían películas similares. Finalmente y después de años de especulación apareció Din of Celestial Birds, la cual fue estrenada en Turner Classic Movies en el año 2006. La tercera parte de la proyectada trilogía aún no se ha concretado.

## Sinopsis
La historia es una representación alegórica de la evolución biológica.

## Reparto
- Stephen Charles Barry ... Son of Light (Hijo de la Luz)